# 불교 용어 목록 (유)

바로가기:
ㄱ
경
구
ㄴ
ㄷ
ㄹ
ㅁ
명
무
묵
ㅂ
불
ㅅ
삼
삽
선
소
수
시
심
ㅇ
오
온
유
육
이
ㅈ 

정
지
ㅊ
ㅋ
ㅌ
ㅍ
ㅎ

## 유
유(有, 산스크리트어: bhava, 팔리어: bhava)는 욕유(欲有) · 색유(色有) · 무색유(無色有)의 3유(三有)에 속박된 삶, 즉 욕계(欲界) · 색계(色界) · 무색계(無色界)의 3계(三界) 또는 3계9지(三界九地)에 속박된 삶을 말한다. 즉, 아직 부처의 상태에 도달하지 못했기에 어쩔 수 없이 생사윤회를 반복하면서 완전한 깨달음을 성취하기 위해 노력해야만 하는 상태를 말한다. 달리 말하면, 유(有)는 '윤회의 삶' 또는 '윤회하는 삶'을 말한다.

## 유가사
유가사(瑜伽師)는 유가관행자(瑜伽觀行者: 문자 그대로는 '유가의 관법을 행하는 자') 즉 '요가(yoga, 瑜伽)를 수행하는 사람들'을 한역(漢譯)한 말이다. 불교에서 유가사 또는 유가관행자라고 할 때 이들이 닦는 요가[瑜伽] 즉 명상은 불교적 선정(禪定)을 뜻한다. 따라서 유가사 또는 유가관행자는 불교적 선정(禪定)으로서의 요가(yoga)를 수행하는 사람들을 말한다.

## 유견법과 무견법
유견법과 무견법 즉 '유견법(有見法) · 무견법(無見法)의 쌍'은 부파불교의 설일체유부의 논서 《아비달마품류족론》 제5권에 나열된 2법(二法)들 가운데 하나로, 이 둘을 합하면 일체법이 된다. 하지만, 때로는 일체법에서 무위법을 제외한 유위법 전체에 대해 '유견법 · 무견법'의 구분을 적용하기도 한다. 유견법(有見法)과 무견법(無見法)의 문자 그대로의 뜻은 '봄이 있는 법'과 '봄이 없는 법'이다. '봄이 있는 법'이란 안근(眼根)으로 보이는 대상을 말하며, 6경(六境) 가운데 색경(色境), 즉, 12처(十二處) 가운데 색처(色處), 즉 18계(十八界) 가운데 색계(色界)를 말한다.
유견법과 무견법을 통칭하여 전통적인 용어로 유견무견법(有見無見法)이라고도 하며, 줄여서 유견무견(有見無見)이라고도 한다.
부파불교의 설일체유부의 논서 《아비달마품류족론》 제6권에 따르면,
유견법(有見法)은 일체법을 이루는 12처(十二處) 가운데 색처(色處)의 1처를 말한다. 즉, 색경(色境)을 말한다.
무견법(無見法)은 일체법을 이루는 12처(十二處) 가운데 색처(色處)를 제외한 나머지 11처를 말한다. 즉, 안처(眼處) · 이처(耳處) · 비처(鼻處) · 설처(舌處) · 신처(身處) · 의처(意處) · 성처(聲處) · 향처(香處) · 미처(味處) · 촉처(觸處) · 법처(法處)를 말한다.

## 유견유대
유견유대(有見有對)는 유견유대색(有見有對色)의 다른 말이다.

## 유견유대색
유견유대색(有見有對色)은 가견성(可見性)도 있고 대애성(對礙性)도 있는 물질[色]이다. 가견유대색(可見有對色)이라고도 한다. 설일체유부의 5위 75법의 11가지 색법 중 색경(色境)의 1가지 법이 유견유대색이다.

## 유구
유구(有具) 또는 유자구(有資具)는 유(有), 즉 '윤회하는 삶'을  생기게 하는 원인[因]을 말한다. 유(有)는 3유(三有) 즉 3계를 말하므로, 유구(有具) 또는 유자구(有資具)는 3계에 태어나게 되는 원인[因] 즉 6도윤회를 하게 되는 원인을 말한다.
부파불교의 설일체유부의 교학을 비판적으로 집대성한 논서인 세친의 《구사론》에 따르면, 윤회의 근본원인은 무명(無明)이지만, 무명을 일으켜 생사를 윤회하게 하는 실제적인 가장 큰 원인은 전도(顚倒)된 수(受)와 상(想)의 마음작용, 즉 수취온(受取蘊)과 상취온(想取蘊)이다.

## 유근
유근(有勤)은 문자 그대로의 뜻은 '정진이 있다' 또는 '정진하다'로, 가행(加行)의 다른 말이다.

## 유대법
유대법(有對法,
산스크리트어: pratigha,
sapratigha,
산스크리트어: sapratighatva,
영어: resistance,
opposition,
obstruction)은 줄여서 유대(有對)라고도 한다. 문자 그대로의 뜻은 '대(對)함이 있다'는 것으로, '대(對)'는 애(礙: 방해, 장애) 또는 대애(對礙: 대하여 방해함, 대하여 장애함)를 뜻한다. 따라서 유대법 또는 유대는 대애성(對礙性)이 있는 법을 뜻한다. 대애성(對礙性) 또는 줄여서 대애(對礙)는 어떤 사물이 이미 어떤 공간을 점유하고 있을 때 다른 사물이 그 동일 공간을 점유하지 못하도록 장애하는 성질이다.
유대법(有對法) 또는 유대(有對)의 반대말은 무대법(無對法) 또는 무대(無對)이다. 유대법(有對法)과 무대법(無對法)을 통칭하여 유대무대법(有對無對法) 또는 유대무대(有對無對)라고도 한다.
유대법(有對法) · 유대(有對)는 유애법(有礙法) · 유애(有礙)라고도 하며, 유대법을 유대색(有對色)이라고도 한다.
부파불교의 설일체유부의 논서 《아비달마품류족론》 제6권에 따르면,
유대법(有對法) 또는 유대(有對)는 12처 가운데 10처(十處)를 말한다. 즉, 5근처(五根處)와 5경처(五境處)의 10색처(十色處)를 말한다. 즉, 안처(眼處) · 이처(耳處) · 비처(鼻處) · 설처(舌處) · 신처(身處) · 색처(色處) · 성처(聲處) · 향처(香處) · 미처(味處) · 촉처(觸處)를 말한다.
부파불교의 설일체유부의 논서 《아비달마구사론》 제2권에 따르면,
유대법(有對法) 또는 유대(有對)는 일반적으로 말하면, 18계(十八界) 가운데, 오직 색온에 포섭되는, 10계(十界)만을 말하며, '대(對)'는 장애[礙]를 뜻한다. 즉, 유대법은  안계(眼界) · 이계(耳界) · 비계(鼻界) · 설계(舌界) · 신계(身界) · 색계(色界) · 성계(聲界) · 향계(香界) · 미계(味界) · 촉계(觸界)를 말한다. 즉, 유대법은 5근(五根)와 5경(五境)의 10색처(十色處)를 말한다.
보다 세부적으로는, 유대(有對)에는 장애유대(障礙有對) · 경계유대(境界有對) · 소연유대(所緣有對)의 3종유대(三種有對)가 있다. 위의 '일반적인 유대' 즉 '10색처'는 장애유대에 해당한다.
대승불교의 유식유가행파와 법상종의 논서 《성유식론》 제1권에 따르면,
유대법(有對法) 즉 10색처(十色處) 즉 유대색(有對色)은 실유(實有)가 아니다. 즉 가법(假法)이다.

## 유대촉
부파불교의 설일체유부의 논서 《아비달마품류족론》 제3권에 따르면,
유대촉(有對觸)은 5식신(五識身)과 상응하는 촉(觸)의 마음작용이다.

## 유동
유동(儒童)은 마나바(摩那婆)의 다른 말이다.

## 유득
유득(有得)은 득(得)의 다른 말이다.

## 유루
유루(有漏, 산스크리트어: sāsrava, 팔리어: sassava)에서 누(漏, sārava)는 누설의 뜻으로, 유루는 안근(眼根) · 이근(耳根) · 비근(鼻根) · 설근(舌根) · 신근(身根) · 의근(意根)의 6근(六根)으로부터 누설된 것을 가리킨다. 유루는 번뇌의 동어의이다. 유루, 즉 번뇌는 법(法)을 반연하여 생겨나는데, 그 법이 청정법인 경우에는 번뇌가 수증(隨增: 따라 증가함)하지 않지만 그 법이 염오법인 경우에는 번뇌가 수증(隨增)한다. 후자의 염오법을 유루법이라 한다. (참고: 유루법)

## 유루과와 무루과
유루과(有漏果)는 유루인(有漏因)에 의해 초감되는 과보를 뜻하며, 특히 3계 6도의 이숙과를 말한다. 4성제 가운데 고제(苦諦)가 유루과에 해당한다.
무루과(無漏果)는 무루인(無漏因)에 의해 증득되는 과보를 뜻하며, 특히 열반을 말한다. 4성제 가운데 멸제(滅諦)가 무루과에 해당한다.

## 유루단과 무루단
유루단(有漏斷)은 유루도(有漏道)로써 끊는 번뇌를 말한다. 즉, 부파불교의 설일체유부의 교학에 따르면, 수도위에서 6행관으로써 끊는, 9지 가운데 무색계의 최상위의 지(地)인 유정지(有頂地) 즉 비상비비상처지를 제외한 8지(八地)의 72품(七十二品)의 수혹을 말한다. 대승불교의 유식유가행파의 교학에 따르면, 8지(八地)의 72품(七十二品)의 수혹을 대상으로 한다는 것은 설일체유부와 동일하지만 유루도(有漏道)로써는 번뇌의 종자를 끊을 수 없으며 다만 번뇌의 종자가 조복된 상태에 있게 할 수 있다고 본다.
무루단(無漏斷)은 무루도(無漏道)로써 끊는 번뇌를 말한다. 즉, 견도위에서 끊는 견혹과 제9지 즉 유정지(有頂地) 즉 비상비비상처지에서 끊는 수혹을 통칭한다.

## 유루도와 무루도
유루도(有漏道,
산스크리트어: sāsravamārga)는 유루의 6행관(六行觀)의 수행을 말한다. 6행관은 3계의 인간도와 천상도의 과보를 능히 초감하게 하므로 유루도라고 한다. 세간도(世間道) · 세속도(世俗道) 또는 유루로(有漏路)라고도 한다.
무루도(無漏道,
산스크리트어: anāsravamārga)은 열반을 증득할 수 있게 하는 수행을 말한다. 출세간도(出世間道) · 성도(聖道) 또는 무루로(無漏路)라고도 한다.

## 유루로와 무루로
유루로와 무루로(有漏路와 無漏路)는 각각 유루도와 무루도(有漏道와 無漏道)의 다른 말이다.

## 유루법
유루법(有漏法)은 온갖 누(漏: 번뇌)가 해당 법(法)을 반연(攀緣)하여, 즉 인연으로 하여 수증(隨增: 따라 증가함)하는 그러한 법(法)들이다. 모든 무위법(無爲法)은 유루법에 속하지 않으며, 4성제의 도제(道諦)를 제외한 모든 유위법(有爲法)들이 유루법에 해당한다.

## 유루법과 무루법
유루법과 무루법 즉 '유루법(有漏法) · 무루법(無漏法)의 쌍'은 여러 가지 2법(二法)들 가운데 하나로, 이 둘을 합하면 일체법이 된다. 유루법과 무루법을 통칭하여 유루무루법(有漏無漏法)이라고도 하며, 줄여서 유루무루(有漏無漏)라고도 한다.
부파불교의 설일체유부의 논서 《아비달마품류족론》 제6권과 《아비달마대비바사론》 제76권에 따르면,
유루법(有漏法) 또는 유루(有漏)는 12처 가운데 10처와 '2처의 일부'를 말한다. 즉, 5근와 5경의 10색처(十色處)와 '의처(意處)의 일부'와 '법처(法處)의 일부'를 말한다. 즉, 안처 · 이처 · 비처 · 설처 · 신처 · '의처의 일부' · 색처 · 성처 · 향처 · 미처 · 촉처 · '법처의 일부'를 말한다.
무루법(無漏法) 또는 무루(無漏)는 12처 가운데 '2처의 일부'를 말한다. 즉, '의처(意處)의 일부'와 '법처(法處)의 일부'를 말한다.

## 유루선과 무루선
유루선(有漏善)은 견도를 증득하지 못한 범부가 짓는 5계 · 10선 등의 선(善)을 말한다. 유루선법(有漏善法)이라고도 한다.
무루선(無漏善)은 견도 이상의 성자가 짓거나 증득하는 5계 · 10선 · 6바라밀 · 열반 등의 번뇌가 없는 청정한 선(善)을 말한다. 무루선법(無漏善法)이라고도 한다.

## 유루식과 무루식
유식유가행파의 교학에 따르면,
유루식(有漏識)은 성불(成佛)하기 이전의 식(識)을 말한다.
유식유가행파의 교학에 따르면,
무루식(無漏識)은 청정식(淸淨識), 즉 불과(佛果)를 증득한 이후의 식(識)을 말한다. 즉, 부처 즉 깨달은 자의 청정한 식을 말한다.

## 유루신과 무루신
유루신(有漏身)은 세간의 범부의 유루의 소의신 즉 신체를 말한다.
무루신(無漏身)은 부처 즉 깨달은 자의 무루의 청정한 소의신 즉 신체를 말한다. 부처의 소의신을 전통적인 용어로 불신(佛身)이라 한다.

## 유루인과 무루인
유루인(有漏因)은 3유(三有) 즉 3계의 생사윤회하는 삶이라는 과보를 초감하는 원인을 뜻하는데, 예를 들어, 5역(五逆) · 10악(十惡) 등의 악행과 5계(五戒) · 10선(十善) 등의 세간의 선행이 모두 유루인이다. 4성제 가운데 집제(集諦)가 유루인에 해당한다.
무루인(無漏因)은 열반을 증득하게 하는 원인을 뜻하는데, 예를 들어, 8정도, 계 · 정 · 혜의 3학, 6바라밀 등의 출세간의 선법이 모두 무루인이다. 4성제 가운데 도제(道諦)가 무루인에 해당한다.

## 유루정과 무루정
유루정(有漏定)은 유루심과 상응하는 선정을 말한다. 즉, 범부가 유루도인 6행관을 닦아 머물게 된 4선(四禪) · 4무색정(四無色定) · 4무량심정(四無量心定) 등의 선정을 말한다. 유루선(有漏禪) · 유루관(有漏觀) 또는 세간선(世間禪)이라고도 한다.
무루정(無漏定)은 무루심과 상응하는 선정을 말한다. 견도 이상의 성자가 무루지로써 득하여 머물게 된 선정을 말한다. 무루등지(無漏等至) · 무루관(無漏觀) · 출세간정(出世間定) 또는 출세간선(出世間禪)이라고도 한다.

## 유루지와 무루지
유루지(有漏智,
산스크리트어: sāsrava-jñāna)는 세간의 법을 대상으로 하여 생겨난 세간의 지혜(智慧)를 말한다. 세간지(世間智) · 세속지(世俗智) · 세지(世智) 또는 속지(俗智)라고도 한다.
무루지(無漏智,
산스크리트어: anāsrava-jñāna)는 견도에서 진리 즉 4성제를 현관함으로써 생겨난 출세간의 지혜와 견도 이후의 성자의 출세간의 지혜를 통칭한다.

## 유루행과 무루행
1. 유루행(有漏行)은 유루혜로써 짓는 선행 · 악행 등의 세간의 행위를 말한다. 또한, 유루심(有漏心)으로 닦는 수행, 즉 견도(見道) 이전의 수행과 수도위(修道位)에서 유루심의 상태에서 닦는 선정을 유루행이라 한다.
무루행(無漏行)은 무루혜로써 짓는 출세간의 행위와 무루혜로써 닦는 4제현관 등의 수행을 말한다.
2. 유루행(有漏行)은 유위법(有爲法)의 다른 말이다. 이 경우 행(行)은 조작(造作) 즉 짓고 만드는 것을 뜻한다.

## 유리
1. 유리(有離, 산스크리트어: saniḥsara)의 문자 그대로의 뜻은 '떠남이 있다'로, 유위법의 다른 말이다. 비바사사의 해석에 따르면, 리(離)는 일체의 유위법을 영원히 떠나는 것을 의미하는 것으로 이것은 곧 열반(涅槃)을 말한다. 즉 각각의 유위법에는 이와 같이 '그것으로부터 영원히 떠남[離]'의 의미가 들어있기[有] 때문에, 일체의 유위법을 유리(有離)라고도 이름할 수 있다. 즉, 유리(有離)라는 다른 이름은 모든 유위법은 반드시 그것을 떠난 멸(또는 택멸, 열반)의 상태가 있으며, 그 상태를 성취할 수 있다는 것을 말한다.
2. 유리(遊履)는 공부하여[遊] 어떤 지위에 오르는[履] 것을 말한다. 한편, 통입(通入)은 어떤 지위에 오른 후 거기로부터 더 높은 지위를 향해 나아가서[通] 그 지위로 들어가는[入] 것을 뜻한다. 도(道, 산스크리트어: mārga, 팔리어: magga)에 대해서는 여러 전통적인 해석 또는 뜻이 있는데 그 중에서도  하나가 유리(遊履) · 통입(通入)이다. 예를 들어, 3도 가운데 수도(修道)의 '도(道)'가 이러한 뜻이다. 즉, 견도라는 지위를 유리(遊履)한 상태에서 열반이라는 지위 즉 여래지로 통입(通入)하는 것을 말한다. 달리 말해, 수도(修道)는 견도에서 무루지를 증득한 후 이 무루지를 바탕으로 수행하여 모든 수혹(修惑)을 점진적으로 제거함으로써 열반 즉 여래지로 나아가 들어가는 것을 뜻한다.

## 유산
유산(流散)은 '흘러서 흩어짐, 여기저기로 분산됨'을 뜻하는데, 유탕(流蕩: 흔들림, 흘러가버림, 방탕하게 흐름) 또는 치산(馳散: [여러] 대상을 향해 내달려서 흩어짐)이라고도 한다. 대승불교의 유식유가행파와 법상종의 주요 논서인 《대승광오온론》, 《대승아비달마잡집론》, 《성유식론》 등에 따르면, 유산(流散), 유탕(流蕩) 또는 치산(馳散)은 산란(散亂)의 마음작용의 본질적 성질[性]을 이룬다.

## 유색
1. 유색(有色)은 유색법(有色法)의 다른 말이다.
2. 유색(有色)은 욕계와 색계에 사는 유정을 말한다.
3. 관련 용어로, 유색천(有色天)은 색계의 모든 하늘[天]을 말하고, 무색천(無色天)은 무색계의 모든 하늘[天]을 말한다.

## 유색법
유색법(有色法,
산스크리트어: rūpin,
rupin,
티베트어: gzugs can,
영어: having form,
having shape,
material)은 유대(有對) · 무대(無對)의 모든 색법(色法)을 말한다. 줄여서 유색(有色) 또는 색법(色法)이라고 한다.
부파불교의 설일체유부의 논서 《아비달마품류족론》 제6권에 따르면,
유색법(有色法)은 일체법을 이루는 12처(十二處) 가운데 10처와 '1처의 일부[少分]'를 통칭한다. 즉, 안처(眼處) · 이처(耳處) · 비처(鼻處) · 설처(舌處) · 신처(身處)의 5근처(五根處)와 색처(色處) · 성처(聲處) · 향처(香處) · 미처(味處) · 촉처(觸處)의 5경처(五境處)의 10처 즉 10색처(十色處)와 법처(法處)의 일부를 이루는 무표색(無表色)을 통칭한다. 즉 색법(色法)을 말한다.
대승불교의 유식유가행파의 논서 《유가사지론》 제65권과 제66권에 따르면,
유색법(有色法)은 10색처(十色處)와 법처소섭색(法處所攝色)을 통칭한다. 즉 색법(色法)을 말한다.
유색법(有色法)은 4대종과 4대종의 소조색을 통칭한다. 즉 색법(色法)을 말한다.

## 유색법과 무색법
유색법과 무색법 즉 '유색법(有色法) · 무색법(無色法)의 쌍'은 부파불교의 설일체유부의 논서 《아비달마품류족론》 제5권에 나열된 2법(二法)들 가운데 하나로, 이 둘을 합하면 일체법이 된다. 하지만, 때로는 일체법에서 무위법을 제외한 유위법 전체에 대해 '유색법 · 무색법'의 구분을 적용하기도 한다.
부파불교의 설일체유부의 논서 《아비달마품류족론》 제6권에 따르면,
유색법(有色法)은 일체법을 이루는 12처(十二處) 가운데 10처와 '1처의 일부[少分]'를 통칭한다. 즉, 안처(眼處) · 이처(耳處) · 비처(鼻處) · 설처(舌處) · 신처(身處)의 5근처(五根處)와 색처(色處) · 성처(聲處) · 향처(香處) · 미처(味處) · 촉처(觸處)의 5경처(五境處)의 10처 즉 10색처(十色處)와 법처(法處)의 일부를 이루는 무표색(無表色)을 통칭한다. 즉 색법(色法)을 말한다.
무색법(無色法)은 일체법을 이루는 12처(十二處) 가운데 1처와 '1처의 일부[少分]'를 통칭한다. 즉, 의처(意處)와 '무표색(無表色)을 제외한 법처(法處)의 일부'를 통칭한다. 여기서, '무표색(無表色)을 제외한 법처(法處)의 일부'는 유위법에 대해 적용할 경우 심소법과 심불상응행법이 되고, 일체법에 대해 적용할 경우 심소법 · 심불상응행법 · 무위법이 된다.

## 유세
유세(有勢)는 문자 그대로의 뜻은 '세력이 있다'는 것으로, 피갑(被甲)의 다른 말이다.

## 유신견
유신견(有身見, 산스크리트어: satkāya-drsti, 팔리어: sakkāya-ditth)은 5견(五見), 즉 유신견(有身見) · 변집견(邊執見) · 사견(邪見) · 견취(見取) · 계금취(戒禁取)의 5가지 염오견(染汚見) 중 하나로, 소의신(所依身), 즉 5온(五蘊)의 화합체를 실유(實有)라고 집착하는 견해이다. 즉, 5온의 화합체를 실재하는 나[我] 또는 나의 것[我所]이라고 집착하는 견해이다. 줄여서 신견(身見)이라고도 하고, 원어인 산스크리트어를 음역하여 살가야견(薩迦耶見), 삽가야견(颯迦耶見) 또는 삽가사견(薩迦邪見)이라고도 한다. 의역하여 허위신견(虛偽身見), 괴신견(壞身見) 또는 이전신견(移轉身見)이라고도 한다.
부파불교의 설일체유부의 논서 《아비달마품류족론》 제3권에 따르면,
유신견(有身見)은 5취온(五取蘊)을 등수관(等隨觀)하여 나[我] 혹은 내 것[我所]이라고 집착하는 마음작용과, 또한 이러한 마음작용으로 인해 일으켜진 인(忍) · 낙(樂) · 혜(慧) · 관(觀) · 견(見)을 통칭한다.

## 유애
1. 유애(有礙)는 유대법(有對法)을 말한다.
2. 유애(有愛)는 자신의 마음에 대한 집착, 즉 자신의 마음에 대한 탐으로, 5주지번뇌의 유애주지(有愛住地)를 말한다.

## 유심
1. 유심(唯心)은 우주, 즉 일체의 유위법의 종극적 실재는 마음(8식) 뿐으로서 외계(外界)의 사물은 모두 마음(8식)의 변현(變現)이라는 것을 말한다. 《화엄경》과  《대승기신론》 등의 대승불교 경전 및 논서들과 유식유가행파와 법상종 등의 대승불교에서 설하는 교의로, 대승불교의 가장 대표적인 교의 중 하나이다.
2. 설일체유부 등의 부파불교에서 유심(有心)은 무상정(無想定, asajjñā-samāpatti)과 멸진정(滅盡定, nirodha-samāpatti) 이외의 삼계(三界)의 어느 처(處) 또는 천(天)에 처해 있는 상태의 마음을 말한다. 이에 대해, 무심(無心)은 무상정이나 멸진정에 들어가는 것을 말한다. 무상정은 제4정려(靜慮), 즉 색계 제4천의 선정(禪定)의 상태이며, 멸진정은 무색계 제4천인 비상비비상처(非想非非想處)의 선정(禪定)의 상태이다.

## 유여사
유여사(有餘師)의 문자 그대로의 뜻은 '남은 것이 있는 논사'로, 아직 끝까지 알지 못하고 모르는 것이 남아 있어 불완전한 학설을 주장하는 자를 뜻한다. 이 낱말의 뜻은 이렇지만, 실제적인 측면에서는, 어떤 학파 · 부파 또는 종파에서 자신의 주장이나 견해를 정통이라고 보고 그 주장이나 견해와는 다른 주장이나 견해를 펴는 이를 가리켜 칭하는 낱말이다. 유여사라는 낱말은 부파불교의  설일체유부의 주요 논서들인 《아비달마대비바사론》이나 《아비달마구사론》 등의 아비달마 논서에서 자주 등장하는데, 이 경우, 유여사라는 낱말은 설일체유부의 비바사사의 주장 또는 견해를 정통이라고 보고 이와는 다른 주장 또는 견해를 펴는 설일체유부 내의 다른 사람들이나 또는 다른 부파 또는 종파의 사람들을 가리킨다.
유여사(有餘師)는 또한 대가(大家)라고 하기에는 미진한 논사를 가리키는 낱말로도 사용된다.
유여(有餘) · 여사(餘師) · 유제사(有諸師) 또는 유인(有人)이라고도 한다.

## 유예
유예(猶豫)의 일반 사전적인 뜻은 ① 망설여 결행하지 않음, ② 시일을 늦춤이다. 불교에서 유예는 의(疑)의 마음작용의 본질적 성질로, 망설임 또는 결정을 미룸을 뜻하며 특히 4성제와 같은 진리에 대해 망설여서 결정하지 않고 미루는 것을 말한다.

## 유예경
유예경(猶豫境)은 유예할 대상 즉 결정을 미룰 대상 또는 결정을 미루는 대상을 말한다. 마음이 어떤 인식대상, 특히 교법이나 도리에 대해 의(疑)의 마음작용과 상응하여 작용하고 있을 때 이 때의 인식대상이 유예경이 된다. 《성유식론》 제5권에 따르면 유예경에 대해서는 승해(勝解)의 마음작용이 존재하지 않는다.

## 유용
유용(有勇)은 문자 그대로의 뜻은 '용감함이 있다' 또는 '용감하다'로, 무하(無下)의 다른 말이다.

## 유위
유위(有爲, 산스크리트어: saṃskrta)에서 위(爲)는 위작(爲作) · 조작(造作)의 뜻으로, 유위는 조작된 것, 다수의 요소가 함께 작용된 것, 여러 인연이 함께 모여서 지은 것, 인연으로 말미암아 조작되는 모든 현상을 가리킨다. 또는 이렇게 하여 드러난 생성과 소멸의 세계, 즉 우리가 경험하는 현상의 세계를 뜻한다.
4성제(四聖諦) 중 미혹한 현실인 고(苦)와 그 원인인 집(集)과 이들이 해소된 상태인 깨달음으로 나아가는 도정인 도(道)는 유위(有爲)이고, 깨달음의 상태인 멸(滅)은 무위(無爲)이다.

## 유위법
유위법(有爲法)은 유위(有爲)의 세계, 즉, 여러 인연이 함께 모여 조작(造作)된 세계 또는 이렇게 하여 드러난 생성과 소멸의 세계, 즉 우리가 경험하는 현상의 세계의 모든 개별 존재(법·法)를 통칭한다. 또는 그러한 개별 존재(법·法)를 가리킨다.
일체법(一切法), 즉 일체의 존재는 유위법(有爲法)과 무위법(無爲法)으로 분류된다. 일체법에 대한 여러 분류 중, 설일체유부의 5위 75법 중 72법은 유위법이며 3법은 무위법이다. 유식유가행파와 법상종의 5위 100법 중 94법은 유위법이며 6법은 무위법이다.

## 유위법과 무위법
유위법과 무위법 즉 '유위법(有爲法) · 무위법(無爲法)의 쌍'은 여러 가지 2법(二法)들 가운데 하나로, 이 둘을 합하면 일체법이 된다. 유위법과 무위법을 통칭하여 유위무위법(有爲無爲法)이라고도 하며, 줄여서 유위무위(有爲無爲)라고도 한다.
부파불교의 설일체유부의 논서 《아비달마품류족론》 제6권과 《아비달마대비바사론》 제76권에 따르면,
유위법(有爲法) 또는 유위(有爲)는 12처 가운데 11처와 '1처의 일부'를 말한다. 즉, 5근와 5경의 10색처(十色處)와 의처(意處)와 '법처(法處)의 일부'를 말한다. 즉, 안처 · 이처 · 비처 · 설처 · 신처 · 의처 · 색처 · 성처 · 향처 · 미처 · 촉처 · '법처의 일부'를 말한다.
무위법(無爲法) 또는 무위(無爲)는 12처 가운데 '1처의 일부'를 말한다. 즉, '법처(法處)의 일부'를 말한다.

## 유자구
유자구(有資具)은 유구(有具)의 다른 말이다.

## 유쟁
유쟁(有諍)은 번뇌의 다른 이름인 가운데 하나로, 번뇌가 능히 투송쟁경(鬥訟諍競)의 즉 송사[鬪訟]와 다툼[諍競]의 직접적 원인[因]이 된다는 것을 뜻한다.

## 유쟁법과 무쟁법
유쟁법과 무쟁법 즉 '유쟁법(有諍法) · 무쟁법(無諍法)의 쌍'은 여러 가지 2법(二法)들 가운데 하나로, 이 둘을 합하면 일체법이 된다. 유쟁법과 무쟁법을 통칭하여 유쟁무쟁법(有諍無諍法)이라고도 하며, 줄여서 유쟁무쟁(有諍無諍)이라고도 한다.
유쟁(有諍) · 무쟁(無諍)은 각각 유루 · 무루의 다른 말이며, 쟁(諍, 산스크리트어: raṇa)은 누(漏) 즉 번뇌(煩惱)의 다른 말이다.
부파불교의 설일체유부의 논서 《아비달마품류족론》 제6권에 따르면,
유쟁법(有諍法) 또는 유쟁(有諍)은 12처 가운데 10처와 '2처의 일부'를 말한다. 즉, 5근와 5경의 10색처(十色處)와 '의처(意處)의 일부'와 '법처(法處)의 일부'를 말한다. 즉, 안처 · 이처 · 비처 · 설처 · 신처 · '의처의 일부' · 색처 · 성처 · 향처 · 미처 · 촉처 · '법처의 일부'를 말한다.
무쟁법(無諍法) 또는 무쟁(無諍)은 12처 가운데 '2처의 일부'를 말한다. 즉, '의처(意處)의 일부'와 '법처(法處)의 일부'를 말한다.

## 유전
1. 유전(流轉, 산스크리트어: pravrtti)은 대승불교의 유식유가행파와 법상종의 5위 100법 중 심불상응행법(心不相應行法: 24가지) 가운데 하나로, 모든 유위법[行]의 인과가 상속하여 끊임이 없이 계속하여 이어지는 것을 말한다.
2. 유전(流傳)은 유통전지(流通傳持)의 뜻으로, 불교의 교법이 만대에 유통하는 것이 흐르는 물과 같이 끊임없이 전해지는 것을 말한다. 좀더 일반적인 뜻으로는, 교의 · 서적 등이 후대로 전해지는 것을 말한다.

## 유지
유지(類智, 산스크리트어: anvaya-jñāna)는 10지(十智)와 11지(十一智) 가운데 하나로, 색계 · 무색계의 4성제를 체득함으로써 획득한 무루지(無漏智)이다. 즉 색계와 무색계에서 4성제를 관찰[觀]함으로써 획득한 무루의 지혜이다.
《아비달마품류족론》의 정의에 따르면,
유지(類智)는 색계계(色界繫: 색계의 번뇌) 혹은 무색계계(無色界繫: 색계의 번뇌)로서의 제행(諸行: 모든 행, 모든 유위법), 색계계 혹은 무색계계로서의 제행의 원인[因], 색계계 혹은 무색계계로서의 제행의 소멸[滅], 색계계 혹은 무색계계로서의 제행의 소멸에 이르는 길[道]을 소연(所緣)으로 하는 모든 무루지(無漏智: 무루의 지혜)를 말하며, 또한 유지와 유지지(類智地)를 소연으로 하는 무루지도 유지에 속한다.
유지(類智)는 색계나 무색계의 고(苦) · 집(集) · 멸(滅) · 도(道)의 4성제의 진리를 소연(所緣)으로 하는 무루지(無漏智)로서 욕계나 무색계에서 4성제에 대해 미혹하게 하는 번뇌를 단멸(斷滅: 끊음, 끊어서 없앰)하는 무루지이다. 유지(類智)라는 이름은, 욕계에서 4성제를 관찰[觀]하여 획득되는 무루지가 법지(法智)인데 이와 유사하게 상2계 즉 색계와 무색계에서 4성제를 관찰하여 획득되는 무루지이기 때문에 유지(類智)라고 이름한 것이다. 달리 말하면, 색계와 무색계에서 불교의 진리를 철저히 아는 상태의 지혜(智慧)이다.

## 유집수
유집수(有執受, 산스크리트어: upātta)는 심법(心法: 마음)과 심소법(心所法: 마음 작용)이 함께 집지(執持) · 포섭(包攝)하여 의처(依處), 즉 소의(所依: 도구, 감각 기관)나 경계(境界: 대상)로 삼는 색(色, 물질)이다. 반면, 무집수(無執受, 산스크리트어: anupātta)는 이러한 뜻이 없는 색(色, 물질)을 말한다.

## 유탕
유탕(流蕩)은 '흔들림, 흘러가버림, 방탕하게 흐름'을 뜻하는데, 유산(流散: 흘러서 흩어짐, 여기저기로 분산됨) 또는 치산(馳散: [여러] 대상을 향해 내달려서 흩어짐)이라고도 한다. 대승불교의 유식유가행파와 법상종의 주요 논서인 《대승광오온론》, 《대승아비달마잡집론》, 《성유식론》 등에 따르면, 유탕(流蕩), 유산(流散) 또는 치산(馳散)은 산란(散亂)의 마음작용의 본질적 성질[性]을 이룬다.

## 유학
유학(有學, śaiksa, 팔리어: sekha)은 무루지(無漏智)를 성취(成就)한 성자(聖者)를 말한다. 학인(學人)이라고도 한다. 아비달마불교의 교학에서, 4향4과(四向四果) 중에서 마지막의 아라한과를 제외한 4향3과의 성자(聖者)를 유학이라 하는데, 아직 끊지 못한 번뇌가 있으므로 닦아야 할 무루(無漏)의 계(戒) · 정(定) · 혜(慧)와 택멸(擇滅)의 이치가 있기 때문에 유학이라 한다. (참고: 무학(無學))

## 참고 문헌
- 이 문서에는 다음커뮤니케이션(현 카카오)에서 GFDL 또는 CC-SA 라이선스로 배포한 글로벌 세계대백과사전의 내용을 기초로 작성된 글이 포함되어 있습니다.
- 가전연자 지음, 승가제바·축불념 한역, 권오민 번역 (K.943, T.1543). 《아비담팔건도론》. 한글대장경 검색시스템 - 전자불전연구소 / 동국역경원. K.943(24-695), T.1543(26-771).
- 고려대장경연구소. 《고려대장경 전자 불교용어사전》. 고려대장경 지식베이스 / (사)장경도량 고려대장경연구소.
- 고익진 (1989). 《한국 고대 불교 사상사》. 동국대학교 출판부.
- 곽철환 (2003). 《시공 불교사전》. 시공사 / 네이버 지식백과.
- 구나발타라(求那跋陀羅) 한역 (K.650, T.99). 《잡아함경》. 한글대장경 검색시스템 - 전자불전연구소 / 동국역경원. K.650(18-707), T.99(2-1).
- 구나발타라 한역, 번역자 미상 (K.54, T.353). 《승만경》. 한글대장경 검색시스템 - 전자불전연구소 / 동국역경원. K.54(6-1361), T.353(12-217).
- 구마라습 한역, 차차석 번역 (K.991, T.614). 《좌선삼매경》. 한글대장경 검색시스템 - 전자불전연구소 / 동국역경원. K.991(30-128), T.614(15-269).
- 권오민 (1991). 《경량부철학의 비판적 체계 연구》. 동국대학원 철학박사 학위논문.
- 권오민 (2003). 《아비달마불교》. 민족사.
- 담무참 한역, 번역자 미상 (K.105, T.374). 《대반열반경》. 일명 《북본열반경》. 한글대장경 검색시스템 - 전자불전연구소 / 동국역경원. K.105(9-1), T.374(12-365).
- 목건련 지음, 현장 한역, 송성수 번역 (K.945, T.1537). 《아비달마법온족론》. 한글대장경 검색시스템 - 전자불전연구소 / 동국역경원. K.945(24-1091), T.1537(26-453).
- 무착 지음, 바라파밀다라 한역, 이영무 번역 (K.586, T.1604). 《대승장엄경론》. 한글대장경 검색시스템 - 전자불전연구소 / 동국역경원. K.586(16-843), T.1604(31-589).
- 무착 지음, 현장 한역 (K.571, T.1602). 《현양성교론》. 한글대장경 검색시스템 - 전자불전연구소 / 동국역경원. K.571(16-1), T.1602(31-480).
- 무착 지음, 현장 한역, 이한정 번역 (K.572, T.1605). 《대승아비달마집론》. 한글대장경 검색시스템 - 전자불전연구소 / 동국역경원. K.572(16-157), T.1605(31-663).
- 미륵 지음, 현장 한역, 강명희 번역 (K.614, T.1579). 《유가사지론》. 한글대장경 검색시스템 - 전자불전연구소 / 동국역경원. K.570(15-465), T.1579(30-279).
- 법구 지음, 승가발마 등 한역, 김형준 번역 (K.960, T.1552). 《잡아비담심론》. 한글대장경 검색시스템 - 전자불전연구소 / 동국역경원. K.960(28-391), T.1552(28-869).
- 법승 지음, 승가제바·혜원 한역, 김재천 번역 (K.959, T.1550). 《아비담심론》. 한글대장경 검색시스템 - 전자불전연구소 / 동국역경원. K.959 (28-355), T.1550 (28-809).
- 법장 술, 노혜남 번역 (K.1513, T.1733). 《화엄경탐현기》. 한글대장경 검색시스템 - 전자불전연구소 / 동국역경원. K.1513(47-458), T.1733(35-107).
- 불타야사·축불념 한역, 번역자 미상 (K.647, T.1). 《장아함경》. 한글대장경 검색시스템 - 전자불전연구소 / 동국역경원. K.647(17-815), T.1(1-1).
- 사리자 설, 현장 한역, 송성수 번역 (K.946, T.1536). 《아비달마집이문족론》. 한글대장경 검색시스템 - 전자불전연구소 / 동국역경원. K.946(24-1183), T.1536(26-367).
- 서정형 (2004). 《나가르주나 『중론』(해제)》. 서울대학교 철학사상연구소 / 네이버 지식백과.
- 서정형 (2004b). 《『밀린다팡하』(해제)》. 서울대학교 철학사상연구소 / 네이버 지식백과.
- 세우 지음, 구나발타라·보리야사 한역, 송성수 번역 (K.950, T.1541). 《중사분아비담론》. 한글대장경 검색시스템 - 전자불전연구소 / 동국역경원. K.950(25-271), T.1541(26-627).
- 세우 지음, 현장 한역, 송성수 번역 (K.949, T.1542). 《아비달마품류족론》. 한글대장경 검색시스템 - 전자불전연구소 / 동국역경원. K.949(25-149), T.1542(26-692).
- 세친 지음, 현장 한역, 권오민 번역 (K.955, T.1558). 《아비달마구사론》. 한글대장경 검색시스템 - 전자불전연구소 / 동국역경원. K.955(27-453), T.1558(29-1).
- 세친 지음, 현장 한역, 김묘주 번역 (K.594, T.1597). 《섭대승론석》. 한글대장경 검색시스템 - 전자불전연구소 / 동국역경원. K.594(17-76), T.1597(31-321).
- 세친 지음, 현장 한역, 송성수 번역 (K.618, T.1612). 《대승오온론》. 한글대장경 검색시스템 - 전자불전연구소 / 동국역경원. K.618(17-637), T.1612(31-848).
- 세친 지음, 현장 한역, 송성수 번역 (K.644, T.1614). 《대승백법명문론》. 한글대장경 검색시스템 - 전자불전연구소 / 동국역경원. K.644(17-808), T.1614(31-855).
- 승가제바(僧伽提婆) 한역. 《중아함경》. 한글대장경 검색시스템 - 전자불전연구소 / 동국역경원.
- 안혜 지음, 지바하라 한역, 조환기 번역 (K.619, T.1613). 《대승광오온론》. 한글대장경 검색시스템 - 전자불전연구소 / 동국역경원. K.619(17-641), T.1613(31-850).
- 안혜 지음, 현장 한역, 이한정 번역 (K.576, T.1605). 《대승아비달마잡집론》. 한글대장경 검색시스템 - 전자불전연구소 / 동국역경원. K.576(16-228), T.1606(31-694).
- 오백 아라한 지음, 현장 한역, 송성수 번역 (K.952, T.1545). 《아비달마대비바사론》. 한글대장경 검색시스템 - 전자불전연구소 / 동국역경원. K.952(26-1,27-1), T.1545(27-1).
- 운월 (2005). 《근본불교의 수행체계에 대하여》. 한국선학회.
- 운허.  동국역경원 편집, 편집. 《불교 사전》.
- 용수 지음, 구마라습 한역, 김성구 번역 (K.549, T.1509). 《대지도론》. 한글대장경 검색시스템 - 전자불전연구소 / 동국역경원. K.549(14-493), T.1509(25-57).
- 용수 지음, 구마라습 한역, 박인성 번역 (K.577, T.1564). 《중론》. 한글대장경 검색시스템 - 전자불전연구소 / 동국역경원. K.577(16-350), T.1564(30-1).
- 제바설마 지음, 현장 한역, 송성수 번역 (K.947, T.1539). 《아비달마식신족론》. 한글대장경 검색시스템 - 전자불전연구소 / 동국역경원. K.947 (25-1), T.1539 (26-531).
- 중현 지음, 현장 한역, 권오민 번역 (K.956, T.1562). 《아비달마순정리론》. 한글대장경 검색시스템 - 전자불전연구소 / 동국역경원. K.956(27-680), T.1562(29-329).
- 중현 지음, 현장 한역, 권오민 번역 (K.957, T.1563). 《아비달마장현종론》. 한글대장경 검색시스템 - 전자불전연구소 / 동국역경원. K.957(28-1), T.1563(29-777).
- 축불념 한역, 노혜능 번역 (K.530, T.1485). 《보살영락본업경》. 한글대장경 검색시스템 - 전자불전연구소 / 동국역경원. K.530(14-374), T.1485(24-1010).
- 최봉수 (1999). 〈색온에서의 색의 의미 - 구사론과 청정도론의 색온론을 비교하여〉. 《불교학보》.
- 현장 한역, 김달진 번역 (K.154, T.676). 《해심밀경》. 한글대장경 검색시스템 - 전자불전연구소 / 동국역경원. K.154(10-709), T.676(16-688).
- 호법 등 지음, 현장 한역, 김묘주 번역 (K.614, T.1585). 《성유식론》. 한글대장경 검색시스템 - 전자불전연구소 / 동국역경원. K.614(17-510), T.1585(31-1).
- 황욱 (1999). 《무착[Asaṅga]의 유식학설 연구》. 동국대학원 불교학과 박사학위논문.
- (영어) Bodhi, Bhikkhu (trans.) (2000). 《The Connected Discourses of the Buddha: A Translation of the Samyutta Nikaya》. Boston: Wisdom Publications. ISBN 0-86171-331-1.
- (영어) Dawson, John (1888). 《A Classical Dictionary Of Hindu Mythology And Religion Geography History And Literature》. London: Trübner.
- (영어) DDB. 《Digital Dictionary of Buddhism (電子佛教辭典)》. Edited by A. Charles Muller.
- (영어) Macdonell, Arthur Anthony (1929). 《A practical Sanskrit dictionary with transliteration, accentuation, and etymological analysis throughout》. London: Oxford University Press.
- (영어) Gethin, R.M.L. (1992). 《The Buddhist Path to Awakening: A Study of the Bodhi-Pakkhiyā Dhammā》. Leiden: E.J. Brill. ISBN 90-04-09442-3.
- (영어) Rhys Davids, Caroline A.F. ([1900], 2003). 《Buddhist Manual of Psychological Ethics, of the Fourth Century B.C., Being a Translation, now made for the First Time, from the Original Pāli, of the First Book of the Abhidhamma-Piṭaka, entitled Dhamma-Saṅgaṇi (Compendium of States or Phenomena)》. Whitefish, MT: Kessinger Publishing. ISBN 0-7661-4702-9.
- (영어) Sanskrit and Tamil Dictionaries. 《Cologne Digital Sanskrit Dictionaries》. Institute of Indology and Tamil Studies, Cologne University (www.sanskrit-lexicon.uni-koeln.de).
- (영어) Rhys Davids, T.W. & William Stede (eds.) (1921-5). 《The Pali Text Society's Pali–English Dictionary》. Chipstead: Pali Text Society.
- (영어) Thanissaro Bhikkhu (1996, 1998). 《Wings to Awakening》. Retrieved 2008-07-07 from "Access to Insight" at http://www.accesstoinsight.org/lib/authors/thanissaro/wings/index.html.
- (중국어) 가다연니자 조, 현장 한역 (T.1544). 《아비달마발지론(阿毘達磨發智論)》. 대정신수대장경. T26, No. 1544, CBETA.
- (중국어) 가전연자 지음, 승가제바·축불념 한역 (T.1543). 《아비담팔건도론(阿毘曇八犍度論)》. 대정신수대장경. T26, No. 1543, CBETA.
- (중국어) 구나발타라(求那跋陀羅) 한역 (T.99). 《잡아함경(雜阿含經)》. 대정신수대장경. T2, No. 99, CBETA.
- (중국어) 구나발타라 한역 (T.353). 《승만경(勝鬘經)》. 대정신수대장경. T12, No. 353, CBETA.
- (중국어) 구마라습 한역 (T.614). 《좌선삼매경(坐禪三昧經)》. 대정신수대장경. T15, No. 614, CBETA. }
- (중국어) 규기 찬 (T.1830). 《성유식론술기(成唯識論述記)》. 대정신수대장경. T43, No. 1830, CBETA.
- (중국어) 규기 찬 (T.1861). 《대승법원의림장(大乘法苑義林章)》. 대정신수대장경. T45, No. 1861, CBETA.
- (중국어) 길장 찬 (T.1744). 《승만보굴(勝鬘寶窟)》. 대정신수대장경. T37, No. 1744, CBETA.
- (중국어) 담무참 한역 (T.374). 《대반열반경(大般涅槃經)》. 일명 《북본열반경》. 대정신수대장경. T12, No. 374, CBETA.
- (중국어) 목건련 조, 현장 한역 (T.1537). 《아비달마법온족론(阿毘達磨法蘊足論)》. 대정신수대장경. T26, No. 1537, CBETA.
- (중국어) 무착 조, 바라파밀다라 한역 (T.1604). 《대승장엄경론(大乘莊嚴經論)》. 대정신수대장경. T31, No. 1604, CBETA.
- (중국어) 무착 조, 현장 한역 (T.1602). 《현양성교론(顯揚聖教論)》. 대정신수대장경. T31, No. 1602, CBETA.
- (중국어) 무착 조, 현장 한역 (T.1605). 《대승아비달마집론(大乘阿毘達磨集論)》. 대정신수대장경. T31, No. 1605, CBETA.
- (중국어) 미륵 조, 현장 한역 (T.1579). 《유가사지론(瑜伽師地論)》. 대정신수대장경. T30, No. 1579. CBETA.
- (중국어) 법구 조, 승가발마 등 한역 (T.1552). 《잡아비담심론(雜阿毘曇心論)》. 대정신수대장경. T28, No. 1552, CBETA.
- (중국어) 법승 조, 승가제바·혜원 한역 (T.1550). 《아비담심론(阿毘曇心論)》. 대정신수대장경. T28, No. 1550, CBETA.
- (중국어) 법운 편찬 (T.2131). 《번역명의집(翻譯名義集)》. 대정신수대장경. T54, No. 2131, CBETA.
- (중국어) 법장 술 (T.1733). 《화엄경탐현기(華嚴經探玄記)》. 대정신수대장경. T35, No. 1733, CBETA.
- (중국어) 佛門網. 《佛學辭典(불학사전)》.
- (중국어) 불타야사·축불념 한역 (T.1). 《장아함경(長阿含經)》. 대정신수대장경. T1, No. 1, CBETA. }
- (중국어) 사리자 설, 현장 한역 (T.1536). 《아비달마집이문족론(阿毘達磨集異門足論)》. 대정신수대장경. T26, No. 1536, CBETA.
- (중국어) 색건타라 조, 현장 한역 (T.1554). 《입아비달마론(入阿毘達磨論)》. 대정신수대장경. T28, No. 1554, CBETA. }
- (중국어) 星雲. 《佛光大辭典(불광대사전)》 3판.
- (중국어) 세우 조, 구나발타라·보리야사 한역 (T.1541). 《중사분아비담론(眾事分阿毘曇論)》. 대정신수대장경. T26, No. 1541, CBETA.
- (중국어) 세우 조, 현장 한역 (T.1542). 《아비달마품류족론(阿毘達磨品類足論)》. 대정신수대장경. T26, No. 1542, CBETA.
- (중국어) 세친 조, 진제 한역 (T.1559). 《아비달마구사석론(阿毘達磨俱舍釋論)》. 대정신수대장경. T29, No. 1559, CBETA.
- (중국어) 세친 조, 현장 한역 (T.1558). 《아비달마구사론(阿毘達磨俱舍論)》. 대정신수대장경. T29, No. 1558, CBETA.
- (중국어) 세친 조, 현장 한역 (T.1597). 《섭대승론석(攝大乘論釋)》. 대정신수대장경. T31, No. 1597, CBETA.
- (중국어) 세친 조, 현장 한역 (T.1612). 《대승오온론(大乘五蘊論)》. 대정신수대장경. T31, No. 1612, CBETA.
- (중국어) 세친 조, 현장 한역 (T.1614). 《대승백법명문론(大乘百法明門論)》. 대정신수대장경. T31, No. 1614, CBETA.
- (중국어) 세친 조, 현장 한역, 규기 주해 (T.1836). 《대승백법명문론해(大乘百法明門論解)》. 대정신수대장경. T44, No. 1836_, CBETA.
- (중국어) 승가제바(僧伽提婆) 한역 (T.26). 《중아함경(中阿含經)》. 대정신수대장경. T1, No. 26, CBETA.
- (중국어) 阿含辭典. 《阿含辭典(아함사전)》.
- (중국어) 안혜 조, 지바하라 한역 (T.1613). 《대승광오온론(大乘廣五蘊論)》. 대정신수대장경. T31, No. 1613, CBETA.
- (중국어) 안혜 조, 현장 한역 (T.1606). 《대승아비달마잡집론(大乘阿毘達磨雜集論)》. 대정신수대장경. T31, No. 1606, CBETA.
- (중국어) 연수 편찬 (T.2016). 《종경록(宗鏡錄)》. 대정신수대장경. T48, No. 2016, CBETA.
- (중국어) 오백 아라한 조, 현장 한역 (T.1545). 《아비달마대비바사론(阿毘達磨大毘婆沙論)》. 대정신수대장경. T27, No. 1545, CBETA.
- (중국어) 용수 조, 구마라습 한역 (T.1509). 《대지도론(大智度論)》. 대정신수대장경. T25, No. 1509, CBETA. }
- (중국어) 용수 조, 구마라습 한역 (T.1564). 《중론(中論)》. 대정신수대장경. T30, No. 1564, CBETA.
- (중국어) 원측 찬 (X.369). 《해심밀경소(解深密經疏)》. 만신찬속장경. X21, No. 369, CBETA.
- (중국어) 원휘(圓暉) (T.1823). 《구사론송소론본(俱舍論頌疏論本)》. 대정신수대장경. T41, No. 1823, CBETA.
- (중국어) 丁福保. 《佛學大辭典(불학대사전)》. 一行佛學辭典搜尋.
- (중국어) 제관 록 (T.1931). 《천태사교의(天台四教儀)》. 대정신수대장경. T46, No. 1931, CBETA.
- (중국어) 제바설마 조, 현장 한역 (T.1539). 《아비달마식신족론(阿毘達磨識身足論)》. 대정신수대장경. T26, No. 1539, CBETA.
- (중국어) 중현 조, 현장 한역 (T.1562). 《아비달마순정리론(阿毘達磨順正理論)》. 대정신수대장경. T29, No. 1562, CBETA.
- (중국어) 중현 조, 현장 한역 (T.1563). 《아비달마장현종론(阿毘達磨藏顯宗論)》. 대정신수대장경. T29, No. 1563, CBETA.
- (중국어) 지의 설, 관정 록 (T.1783). 《금광명경현의(金光明經玄義)》. 대정신수대장경. T39, No. 1783, CBETA. }
- (중국어) 지의 설, 법신 기 (T.1916). 《석선바라밀차제법문(釋禪波羅蜜次第法門)》. 대정신수대장경. T46, No. 1916, CBETA.
- (중국어) 축불념 한역 (T.1485). 《보살영락본업경(菩薩瓔珞本業經)》. 대정신수대장경. T24, No. 1485, CBETA.
- (중국어) 현장 한역 (T.1563). 《해심밀경(解深蜜經)》. 대정신수대장경. T16, No. 676, CBETA.
- (중국어) 혜원 찬 (T.1851). 《대승의장(大乘義章)》. 대정신수대장경. T44, No. 1851, CBETA.
- (중국어) 호법 등 지음, 현장 한역 (T.1585). 《성유식론(成唯識論)》. 대정신수대장경. T31, No. 1585, CBETA.